# Montsaliente
El Montsaliente és una muntanya de 2.890 metres d'altitud situada entre la vall de Cabanes i la vall de Ratera. Forma part del límit dels municipis d'Alt Àneu per Cabanes i d'Espot per Ratera, a la comarca del Pallars Sobirà.
Es troba dins del Parc Nacional d'Aigüestortes i Estany de Sant Maurici.
Aquest cim està inclòs al llistat dels 100 cims de la FEEC